# Ірменгарда Італійська
Ірменгарда Італійська (італ. Ermengarda d'Italia; 852/855 — 896) — королева Нижньої Бургундії, дочка короля Італії Людовика II.

## Біографія
Ірменгарда народилася в 852 році в родині короля Італії Людовика II і його дружини Ангельберги.
29 вересня 855 році імператор Лотар I помер, і її батько став імператором Заходу.
У 876 році вона вийшла заміж за Бозона І В'єннського, який був пов'язаний з династією Каролінгів. У травні 878 року вона і її чоловік допомагали переховуватися Папі Римському Іоанну VIII, який рятувався від сарацинів в Арлі, де правив двоюрідний брат Бозона — Тібо. За надану допомогу Іоанн VIII уклав таємну угоду про те, щоб коронувати Бозона королем Італії, але спроба коронації провалилася через заперечення єпископів та італійської знаті. Після цього розлючений невдачею Бозон повернувся в свої володіння.
В жовтні 879 року Бозона було обрано королем Нижньої Бургундії і Провансу. Після цього Ірменгарда допомагала захистити його землі від інших королів-каролінгів. У 880 році вона відбила атаку об'єднаних сил Карла Товстого, та королів Західної Франкії Людовика III і Карломана II на В'єнн. У серпні 881 року недавно коронований імператор Карл Товстий розграбував і спалив В'єнн, змусивши Ірменгарду та її дітей сховатися в Отені під захистом свого зятя Річарда І, герцога Бургундського. Тим часом Бозон сховався в Провансі.
Після смерті Бозона в січні 887 року прованські барони при підтримці Річарда обрали Ірменгарду своїм регентом. У травні Ірменгарда разом зі своїм сином Людовіком вирушила до двору Карла Товстого, де юного Людовика проголосили королем. Карл прийняв Людовика як свого власного сина і взяв його разом з матір'ю під захист. У травні 889 року вона вирушила до наступника Карла, Арнульфа Каринтійського, щоб заново принести клятву вірності.
Ірменгарда померла в 896 році у В'єнні. Вона була похована в соборі Сен-Моріса, де раніше, в 887 році, був похований її чоловік.

## Діти
- Вілла (бл. Грудня 873 — після 14 червня 929). Деякі історики вважають Віллу дочкою не Ірменгарди, а першої дружини Бозона, ім'я якої невідоме (вона була дочкою графа Камерино Беренгара)[3]. Дружина бл. 888 року Рудольфа I (бл. 870 — 25 жовтень 912), герцог Трансюранської Бургундії, король Верхньої Бургундії, граф Осерський.

- Ангельберга (бл. 877—917)
1-й чоловік: Карломан II (866 — 6 грудня 884), король Франції з 879 року
2-й чоловік: Гійом I Благочестивий (бл. 875 — 28 червень 918), граф Овернський з 886 року, граф Маконський, герцог Аквітанський з 893 року

- Ірменгарда (бл. 880—935), дружина Манасія I Старого де Вержі (бл. 860—918), граф Атье, Оксуа, Авалуа, Бона, Шалона, Десмуа, Ошер з 887 року, сеньйор де Вержі з 893 року, граф Лангр з 894 року

- Людовик III Сліпий (бл. 880 — 28 червень 928), король Нижньої Бургундії в 887—928 роках, король Італії в 899—905 роках, імператор Заходу в 900—905 роках